# Dviri
Dviri (en georgiano: დვირი) es un pueblo del centro de Georgia, situado en el norte de la región de Mesjetia-Yavajetia y parte del municipio de Boryomi.   

## Geografía
Dviri está en el valle de Boryomi, en la confluencia de los ríos Kurá y Dviril, a 18 kilómetros de Boryomi.   

## Historia
El pueblo se menciona en el registro otomano de la provincia en 1595. 
El historiador y geógrafo georgiano Vajushti de Kartli del siglo XVIII menciona que "el valle de Mtkvari llega hasta Dviramdeo". Ivane Javajishvili escribe: "Un hombre erudito considera que Lichhighodora, el desfiladero de Kefiani, el castillo de Chjeri y el valle montañoso sobre el municipio son los límites fiables de Kartli, y no hasta Dviri".

## Demografía
La evolución demográfica de Dviri entre 2002 y 2014 fue la siguiente:
| 937                                             | 712 |
| (Fuente: Population of Georgia in Soviet times) |     |

Según el censo de 2014, los georgianos constituían el 98,6% de la población local; los rusos, el 0,7%; y los osetios, 0,4%.

## Infraestructura

### Arquitectura, monumentos y lugares de interés
Cerca del pueblo, se encuentran las ruinas de la fortaleza de Dviri, pertenece a los siglos XIII-XIV. 

### Transporte
En Dviri hay una estación de tren en el pueblo en la línea Jashuri-Vale.